# Luiseños
Els luiseños són una tribu índia de parla takic de la família uto-asteca, que s'anomenava Payomkawichum (Poble de l'Oest), el nom del qual procedeix de la missió de San Luis Rey de Francia.

## Localització
Vivien en el territori irregular al sud i est de Los Angeles i al nord de San Diego, a Califòrnia (EUA). Actualment ocupen les reserves i ranxeries de La Jolla (8.798 acres), Pala (12.333 acres), Pauma (5.826 acres), Pechanga, Rincón (3.918 acres), Soboba i Twenty-nine Palms, a Califòrnia.

## Demografia
No se sap quants hi havia abans de l'arribada dels espanyols. La seva població el 1856 era entre 2,500 i 2,800; el 1870, uns 1,299; el 1885, uns 1,142. El 1970 hi havia un miler a Califòrnia. El 1980, segons Asher, eren uns 1.500 indis, dels quals només 100 parlaven la llengua.
Segons dades de la BIA el 1995, hi ha 418 a la Jolla (687 al rol tribal), 838 a Pala (805 al rol tribal), 108 a Pauma (132 al rol tribal), 725 a Pechanga (1.040 al rol tribal), 432 a Rincon (651 al rol tribal), 725 a Soboba (617 al rol tribal) i 14 a Twenty Nine Palms.
Segons el cens dels EUA del 2000 hi havia 5.565 individus.

## Tribus
Avui els luiseño estan registrats en alguna de les sis tribus reconegudes federalment:
- Banda La Jolla d'indis de missió luiseño de la reserva La Jolla
- Banda Pala d'indis de missió luiseño
- Banda Pauma d'indis de missió luiseño
- Banda Pechanga d'indis de missió luiseño
- Banda Rincon d'indis luiseño
- Banda Soboba d'indis luiseño.[2]

Endemés la Banda San Luis Rey de Luiseños és organitzaa i activa al nord del comtat de San Diego (Califòrnia), però encara no ha estat reconeguda per la Bureau of Indian Affairs dels Estats Units.

## Costums
Alguns vivien a la costa, on pescaven i recollien musclos, però la majoria vivia als turons, on hi recollien aglans, llavors, fruites i arrels, o bé caçaven amb arcs, fletxes i ceps.
A l'estiu els homes anaven nus, i els dones amb un davantal que les cobria per davant i pel darrere. Vivien en llogarrets de cabanes semisubterrànies cobertes de terra.
La seva organització social és poc coneguda. Aparentment eren grups petits de parents organitzats en clans o similars amb funcions territorials, polítiques i econòmiques. Paral·lelament, tenien societats religioses tancades, a les quals hi pertanyien tots els membres de la tribu, i que tenien funcions cerimonials i polítiques. Molts grups familiars tenien cabdills, i en algunes àrees hi havia un cap de cabdills.
Eren místics, i la seva concepció d'un Déu gran i poderós i castigador no els era coneguda. En homenatge al seu déu, Chungichnich, feien tota una sèrie de cerimònies d'iniciació als joves, algunes de les quals envoltaven l'ús de l'al·lucinògen estramoni, que inspirava somnis de visions sobrenaturals. La intoxicació era central en aquest culte.
També eren igualment importants les commemoracions de la mort, així com petites rites i danses cerimonials,. També eren importants els xamans en la cura de malalties, però, per altra banda, tenien poca importància ritual.
La vida del llogarret era controlada per l'elit: noot (cap hereditari), paxa' (oficial de cerimònies), i puupulam (consell de la vila), els membres del qual eren ancians que tenien 'ayelkwi (poder).

## Història
No se sap ben bé quan van arribar a la zona, però les restes més antics són de Temacula (2700 aC). Cap al segle xvii van tenir alguns contactes amb els espanyols, però es van resistir força. Fins al 1769, amb l'expedició de Gaspar de Portolà a California, no foren cristianitzats. Es va fundar la missió de San Luís Rey de Francia, de la qual prové el seu nom.
Quan el 1821 Mèxic es va independitzar d'Espanya, el seu territori passà a sobirania mexicana. Els mexicans van cremar les missions el 1834, tot provocant fam i malalties.
Pel Tractat de Guadalupe-Hidalgo del 1848, tot el territori californià passà als EUA. Aquests els van posar sota tutela de la BIA, qui va constituir set petites reserves per a ells, on encara hi viuen. El 1875, però, els varen expropiar les granges per internar-los en reserves. El seu cap Olegario Sal es va oposar al titella Manuelito Cota va adreçar-se al president Ulysses S. Grant per tal que els les retornés, però a la seva mort el 1877 els arrabassaren tot.
Des del 2001 s'ensenya la llengua luiseño a una escola de Palomar, per un centenar d'alumnes. El membre més destacat de la tribu és l'artista James Luna.

## Notables luiseños
- James Luna, artista
- Fritz Scholder, pintor i escultor
- Pablo Tac (1822–1841), historiador